# Kristine de Bagration-Mukhrani
Công chúa Kristine de Bagration-Mukhrani (tên khai sinh Kristine Dzidziguri; 20 tháng 9 năm 1989) là nhà xã hội học, người mẫu thời trang và là cựu thí sinh cuộc thi sắc đẹp người Gruzia. Cô là thành viên Nhà Mukhrani (một nhánh của triều đại Bagrationi) thông qua cuộc hôn nhân của cô với Hoàng tử Juan de Bagration-Mukhrani.

## Tiểu sử
Công chúa Kristine sinh ngày 20 tháng 9 năm 1989 tại Tbilisi, Gruzia.